# Вотинов, Степан Парфёнович
Степан Парфёнович Вотинов (1907—1943) — старший сержант Рабоче-крестьянской Красной Армии, участник Великой Отечественной войны, Герой Советского Союза (1944).

## Биография
Степан Вотинов родился в августе 1907 года в деревне Ларино (ныне — Карагайский район Пермского края) в крестьянской семье. Отец — Парфён (Порфирий) Андреевич, мать — Евдокия Дмитриевна. Окончил пять классов школы. Работал секретарём сельсовета. В 1941 году Вотинов был призван на службу в Рабоче-крестьянскую Красную Армию и направлен на фронт Великой Отечественной войны. К июлю 1943 года старший сержант Степан Вотинов командовал орудием 227-го отдельного истребительно-противотанкового дивизиона 186-й стрелковой дивизии 3-й армии Брянского фронта. Отличился во время Курской битвы.
В июле 1943 года в бою у деревни Арсеньево Орловской области Вотинов уничтожил вражеское штурмовое орудие и большое количество солдат и офицеров противника. 2 августа 1943 года у деревни Малая Круглица он подбил танк и штурмовое орудие. Когда погиб весь расчёт орудия, он продолжал вести огонь в одиночку. При прорыве немецких танков на позицию Вотинов подорвал гранатой один из них. В том бою он погиб. Похоронен в деревне Алексеевка Залегощенского района Орловской области.
Указом Президиума Верховного Совета СССР от 4 июня 1944 года старший сержант Степан Вотинов посмертно был удостоен высокого звания Героя Советского Союза. Также был награждён орденом Ленина и медалью.